# Opel Karl
Opel Karl — компактний п'ятидверний хетчбек німецького автовиробника Opel, який належав американській компанії General Motors.

## Опис

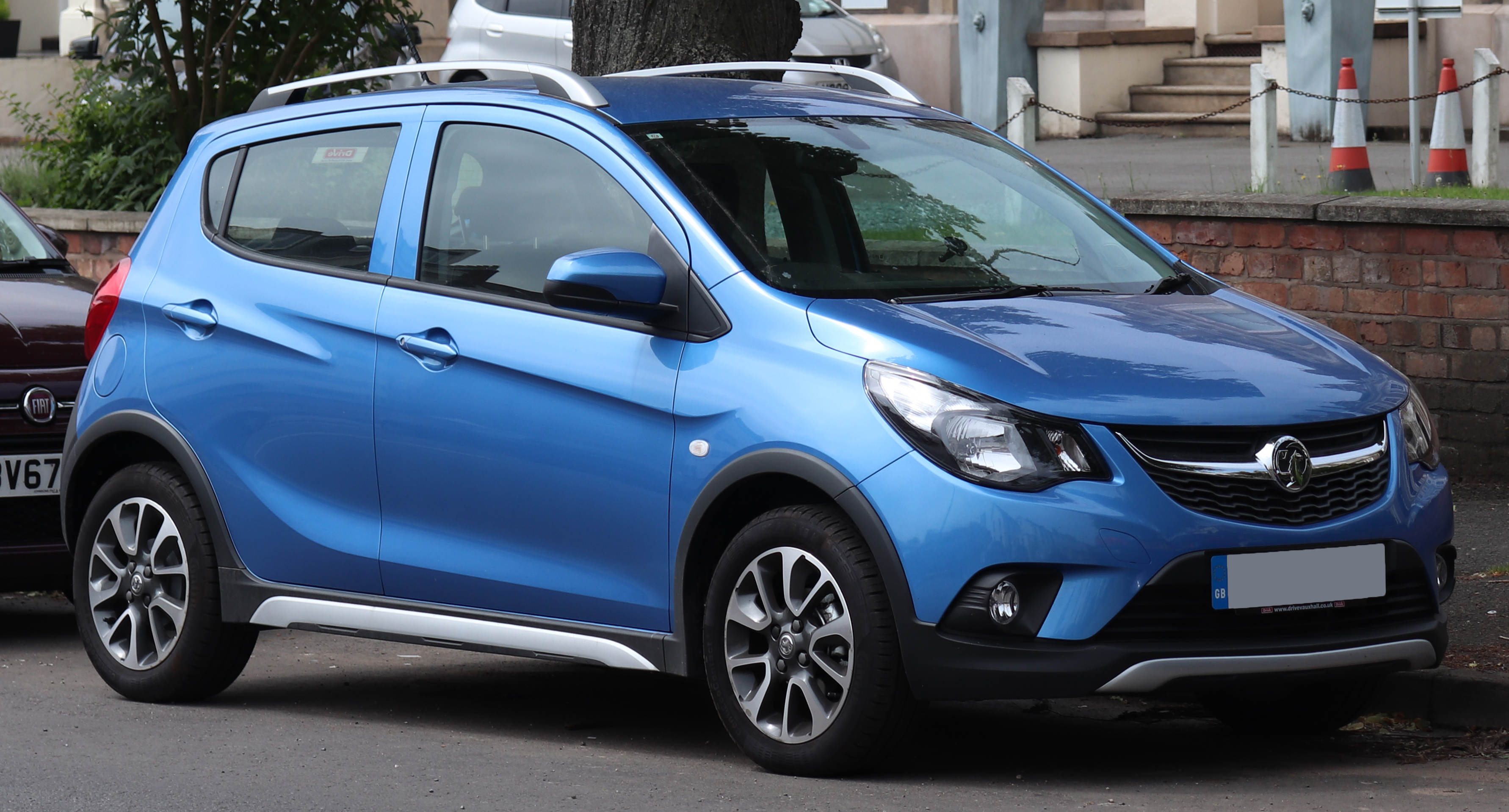
Opel Karl Rocks

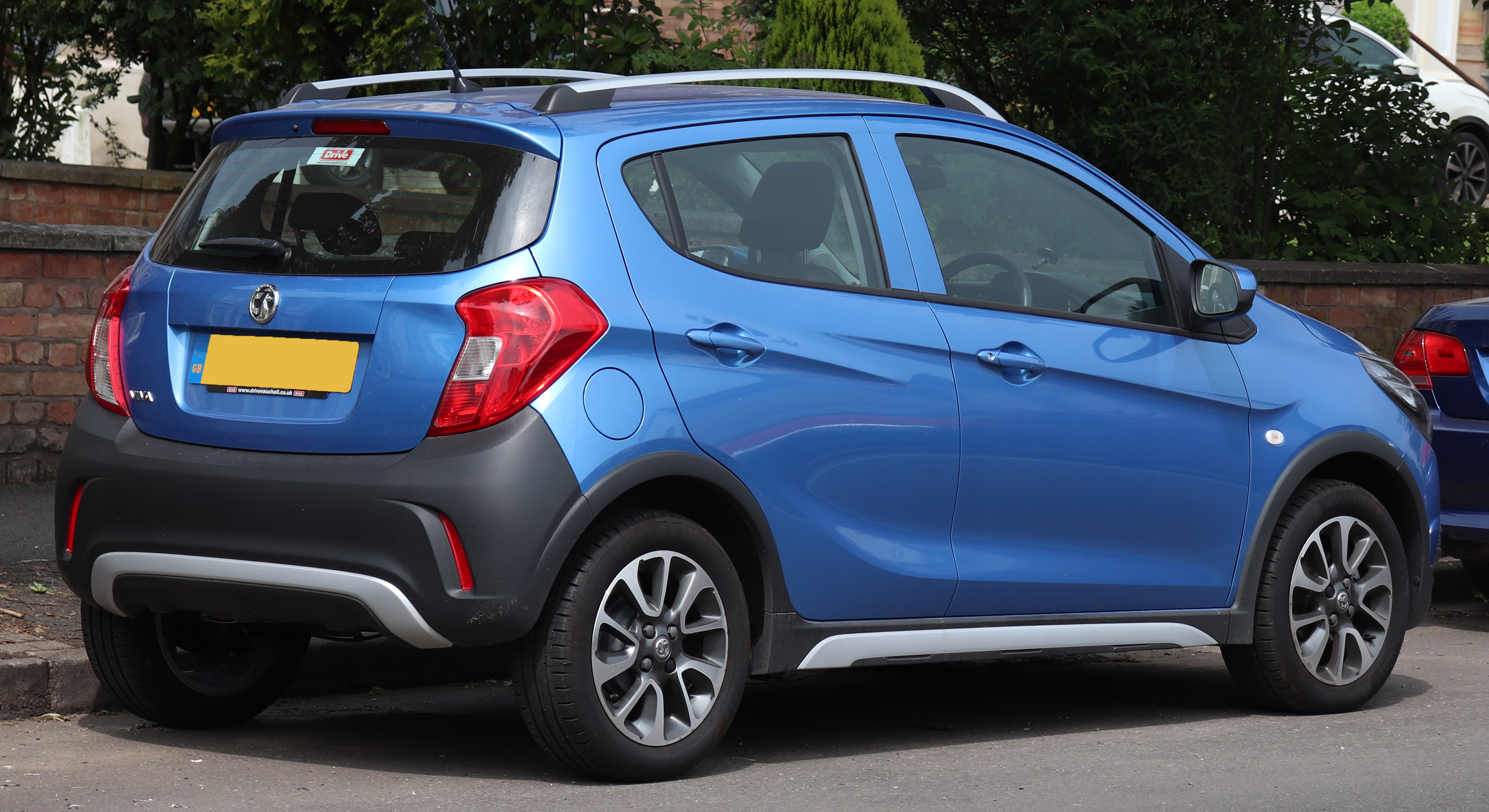
Opel Karl Rocks

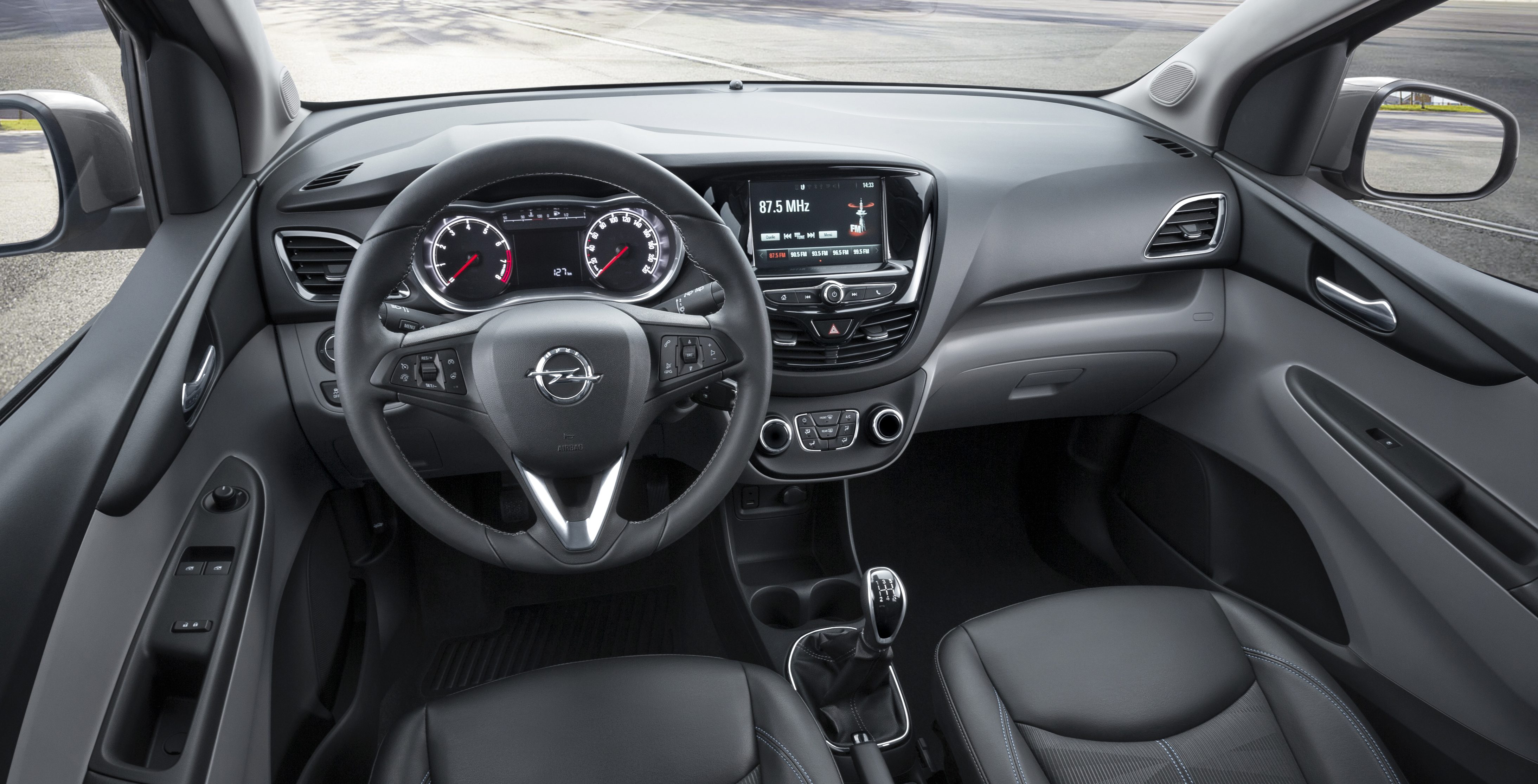
Opel Karl 1.0 ecoFLEX Exklusiv

Продажі почалися в середині 2015 року. У Великій Британії, він пропонується як Vauxhall Viva. Opel Карл базується на платформі GM Global Small Vehicles разом з Chevrolet Spark. Він виготовлятися в Південній Кореї на заводі GM Korea.
Opel Karl отримав новий трициліндровий 1,0-літровий турбований бензиновий двигун B10XF Ecotec потужністю 75 к.с. і 5-ст. механічну коробку передач або 5-ст. автомат Easytronic. Ще є заводська версія того ж двигуна, що може працювати на зрідженому газі. Витрата палива досягає 4,3 л/100 км.
Пройшовши тест EuroNCAP Karl набрав типові для міських автомобілів 4 зірки.
Незважаючи на бюджетне позиціонування, Karl може бути непогано оснащений. У «базу» входить помічник при старті в гору і регульований обмежувач швидкості. А в залежності від комплектації (або як опція) тут можна знайти задні датчики паркування і протитуманні фари з функцією підсвічування поворотів, підігрів передніх крісел і керма, скляний люк, мультимедійний комплекс IntelliLink з інтеграцією смартфонів iOS і Android.

## Karl Rocks
В 2016 році в рамках мотор-шоу в Парижі відбулася презентація кросовера Opel Karl Rocks (така ж версія є і у моделі Adam). Перетворення хетчбека в кросовер пройшло за стандартною схемою - пластиковий обвіс кузова і збільшений дорожній просвіт (+18 мм).
Кросовер отримав нову функцію City Mode, при активізації якої знижується зусилля на кермі, що спрощує маневрування при паркуванні і їзді в місті.

## Двигуни
- 1.0 л B10XF Р3 75 к.с. 95 Нм
- 1.0 л B10XF Р3 75 к.с. 95 Нм (природний газ)